# Galeaster
Galeaster is een geslacht van uitgestorven zee-egels uit de familie Pourtalesiidae.

## Soorten
- Galeaster carinatus Ravn, 1927 †
- Galeaster dagestanensis Poslavskaya & Moskvin, 1960 †
- Galeaster muntshiensis Tzaghareli, 1949 †